# Ресен (община Босилеград)
Вижте пояснителната страница за други значения на Ресен.
Ресен (на сръбски: Ресен или Resen) е село в Община Босилеград, Сърбия. Има население от 66 жители (по преброяване от септември 2011 г.).

## История
Ресен е старо средновековно селище. В турски данъчни регистри от XVI век е записано като Горна Ресна и Долна Ресна (1570) и Ресне и Ресна (1576). В регистър на джелепкешани от 1576 г. Ресна е отбелязано като част от каза Илидже. Посочени са Радусав Велко, Геро Димно, Кою Стойно, Ралша Рале и Джуро Доин, натоварени да доставят съответно 50, 40, 40, 30 и 25 овце.
През 1866 г. са регистрирани 47 домакинства с 364 жители. Селото е разпръснато, съставено от махали: Степановци, Кръстанова, Бара, Глоговичка, Люто усое, Влаина, Барбулова, Стоимирова,Шеинова и Младжина.
В края на XIX век селото има 9472 декара землище, от които 2525 дка гори, 4338 дка ниви, 637 дка естествени ливади, 1972 дка мера и се отглеждат 1544 овце, 219 говеда, 72 коня и 80 кози. Основен поминък на селяните са земеделието (ръж, ечемик и овес), животновъдството и домашните занаяти.
През 1919 година, след поражението на България в Първата световна война, малка част от селото остава в България, където съществува до 1956 година – вижте Ресен (заличено село).

## Демография
- 1948 – 341
- 1953 – 365
- 1961 – 315
- 1971 – 240
- 1981 – 170
- 1991 – 131
- 2002 – 81
- 2011 – 66

## Етнически състав
(2002)
- 97,53% българи
- 2,46% югославяни

## Личности
Родени в Ресен
- Иван Николов (р. 1959) – поет, публицист и общественик
- Стамен Резбаря - талантлив резбар, създал таваните на къщата на Караманов в Кюстендил